# Curanilahue
Curanilahue est une ville et une commune du Chili faisant partie de  la province d'Arauco, elle-même rattachée à  la région du Biobío. La commune compte 32 810 habitants en 2012.

Position de Curanilahue (en rouge) au sein de la Région du Biobío.